# Шаль-ла-Монтань
Шаль-ла-Монта́нь (фр. Challes-la-Montagne) — коммуна во Франции, находится в регионе Рона — Альпы. Департамент — Эн. Входит в состав кантона Понсен. Округ коммуны — Нантюа.
Код INSEE коммуны — 01077.

## География

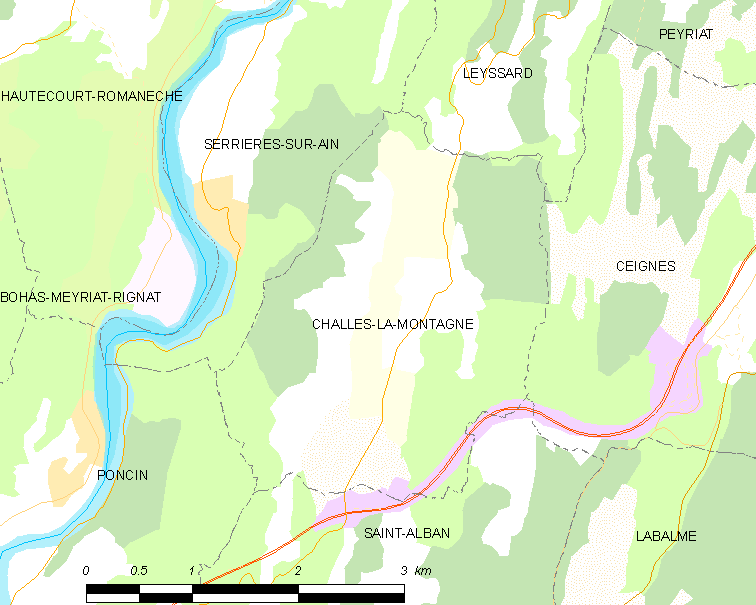
Карта коммуны

Коммуна расположена приблизительно в 390 км к юго-востоку от Парижа, в 65 км северо-восточнее Лиона, в 21 км к юго-востоку от Бурк-ан-Бреса.

## Климат
Климат полуконтинентальный с холодной зимой и тёплым летом. Дожди бывают нечасто, в основном летом.

## История
Первое упоминание о деревне относится к XIII веку. До 9 июля 2006 года коммуна называлась Шаль.

## Население
Население коммуны на 2010 год составляло 179 человек.
| 1962 | 1968 | 1975 | 1982 | 1990 | 1999 | 2010 |
| ---- | ---- | ---- | ---- | ---- | ---- | ---- |
| 193  | 169  | 135  | 169  | 193  | 203  | 179  |

## Администрация
| Период | Период | Фамилия              | Партия | Примечания |
| ------ | ------ | -------------------- | ------ | ---------- |
| 1995   | 2001   | Ги Монье             |        |            |
| 2001   | 2008   | Бернар Машюра        |        |            |
| 2008   | 2014   | Ноэль Рош            |        |            |
| 2014   | 2020   | Мари-Кристин Кютюрье |        |            |

## Экономика
В 2010 году среди 112 человек трудоспособного возраста (15—64 лет) 86 были экономически активными, 26 — неактивными (показатель активности — 76,8 %, в 1999 году было 77,7 %). Из 86 активных жителей работали 77 человек (42 мужчины и 35 женщин), безработных было 9 (5 мужчин и 4 женщины). Среди 26 неактивных 6 человек были учениками или студентами, 10 — пенсионерами, 10 были неактивными по другим причинам.